# Marinobufagenin
Marinobufagenin (marinobufagin) là một steroid bufadienolide cardiotonic được tiết ra bởi cóc Bufo rubescens  và các loài liên quan khác như Bufo marinus. Nó là một thuốc co mạch có tác dụng tương tự như digitalis.